# プリンス・オブ・ペルシャ
『プリンス・オブ・ペルシャ』（Prince of Persia）は、アメリカのブローダーバンドが開発し1989年10月3日に発売された固定画面アクションゲームでプリンス・オブ・ペルシャシリーズの第1作である。

## 概要
1984年発売の『カラテカ』を手掛けたジョーダン・メックナーにより開発された。
主人公の滑らかな動きとギロチンやスパイク等の残虐な罠が特徴的なゲーム。回復アイテムに見せかけた毒もある。1人の若者が捕われた姫を救い出すため、大ボスジャファーの仕掛けた罠をかいくぐり王宮の最上階を目指す。罠は主人公だけでなく兵士にも作動するので、敵兵士を罠に叩き落とすようなプレーも可能である。難解かつ大量に存在する罠、シビアな時間制限などから、難易度は比較的高め。高い所から落ちると着地の時にダメージを受ける。
発売以降、多くのプラットフォーム向けに移植版やリメイク版がリリースされている。スーパーファミコン版では、パソコン版の12ステージにオリジナルステージが追加されて20ステージへ増えており、制限時間も2時間までに長くなっている。
2007年には、Xbox 360のXbox Live Arcadeで、本作を2D操作のままグラフィックスを3Dにリメイクした『Prince of Persia Classic（プリンス・オブ・ペルシャ クラシック）』がユービーアイソフトから配信された。

## ゲーム内容

### システム
トラップや多くの敵がはびこる王宮を攻略し、ゴールへたどり着くことが目的。
このゲームには残機の概念がなく、死亡しても無限に復活できる代わりに1時間（機種によっては2時間）のタイムリミットがあり、時間内に最終レベルをクリアしなくてはならない。タイムオーバーになってもゲームを進行する事はできるが、最終レベルにジャファーと姫の姿はなく、バッドエンドとなる。一部機種では、タイムオーバーで即ゲームオーバーになるものもある。

### 操作・ルール
完全なサイドビュー型のマップが展開されており、左右・上下方向のみの移動で奥方向の概念はない。ジャンプやぶら下がり、すり足前進といったアクションを駆使しレベルを攻略して行く。剣を入手すれば敵と遭遇した時に戦うことができる。剣は攻撃と防御に使う。
プリンスにはライフが設定されており、2段以内の転落や、戦闘中に敵の攻撃を受けると1減少する。罠や3段以上の転落、剣を出していない状態で敵の攻撃を受けた場合は残ライフにかかわらず即死となる。ライフが尽きるとミスとなり、レベルのスタート地点からやり直しとなる。
また、「走る」動作において若干のタイムラグがあり、走り出しと停止時にそれぞれ2タイル分の遅延が発生する。特に停止時の遅延はボタンを離した地点から2タイル余計に走るため、過走に注意が必要。

### ギミック
レベル内の各所にはさまざまなギミックが仕掛けられており、その多くがレベル攻略の上で必須となるものである。
スイッチ
床に埋め込まれたスイッチ。プリンスや敵が上に乗るか、崩れる床の下敷きにされた場合に作動する。扉の開閉や、罠の作動に使われる。
鉄格子
王宮の各所を閉ざしている鉄製の門。スイッチを踏むことで開くが、スイッチの入力が無くなって一定時間が経つとゆっくりと閉まる。
ゴールの扉
レベルのゴール地点にある大きな扉。これを通過できればレベルクリアとなる。スイッチを踏むか、ボスを撃破する事で開く。開いた際には専用のジングルが流れる。
ベルトコンベア
SFC版に登場。床に埋め込まれた移動装置。上に乗った者を動作方向に移動させる。
ワープゾーン
SFC版に登場。LEVEL15にのみ設置されている扉型の移動装置。入ると対応したどこかの扉までワープする。

### トラップ
王宮内のあちこちにはプリンスの行く手を阻むべくトラップが仕掛けられており、特記なければ全て即死トラップである。また、トラップは敵に対しても作用する。
崩れる床
上に人が乗ると崩れ落ちる床。同段でジャンプすると音を立てて揺れるため判別が可能。下からジャンプでつついて落とす事もできるが、落ちてくる床に巻き込まれるとライフが1つ減る。
スパイク
人が接近するか、スイッチを踏むことで作動する針のトラップ。すり足で進めば安全に通過できるほか、ジャンプで飛び越える事も可能。
ギロチン
人が接近すると、一定間隔で巨大な刃が開閉を繰り返すトラップ。
鉄の重り
SFC版に登場。人が接近すると、一定間隔で鉄の重りが上下を繰り返すトラップ。不死身のスケルトン（後述）を粉砕できる唯一の手段でもある。
火柱
SFC版に登場。人が接近すると、一定間隔で床から火が噴き出すトラップ。
木の棒
SFC版に登場。人が接近すると、木の棒が回転を始めるトラップ。このトラップのみ即死ではなく、ライフ1のダメージを受け押し戻される。しゃがみ前進でのみ通過可能。
魔法
SFC版に登場。キラキラ光る星屑のようなトラップ。触れると一瞬にして存在を消されてしまう。通過することはできないが、崩れる床の下敷きにすれば無力化することができる。

### 戦闘
LEVEL1の深層部に剣が落ちており、これを用いて王宮内に出現する敵を倒して行く。
敵のライフが尽きれば先に進めるが、プリンスのライフが尽きればミスとなる。攻撃力はプリンス・敵共に1ライフ。

## 登場人物
プリンス
ペルシャの若者。姫と恋仲になっている所をジャファーに見つかり、塔の地下牢に閉じ込められる。このゲームの主人公。
姫
ペルシャの国王サルタンの娘。サルタンの遠征により留守になった間、大臣ジャファーに求婚を迫られる。
ジャファー
サルタンの腹心の大臣でとてつもない魔力を持つ。王の留守を狙って王国を乗っ取り、暗黒の時代となった。サルタンの遠征の隙に姫と強引に婚姻を結ぼうとしている。制限時間内に姫に婚約か死の決断を迫る。
このゲームのラスボスであり、倒して姫を救出する事が最終目的となる。バージョンによってはゲームの途中でプリンスの妨害をする。戦闘は剣術が中心だが、一部のバージョンでは魔法を使ってくる。
ネズミ
姫が飼っているネズミ。どこかでプリンスの手助けをする。
兵士
ジャファーの部下たちで、近づくと戦闘モードに入る。衣装の色で強さが異なる。プリンスは剣を持っていない状態で近づくと問答無用で斬られる。
スケルトン
プリンスの道中で至る所に転がっている人間の死骸。中には意識を持った者もおり、後者の中ボスの他に、攻撃を受けても不死身だったり、斬られてばらばらになってもしばらくすると再生する者もいる。
シャドー
ある仕掛けにより誕生したプリンスの分身だが、途中でプリンスの邪魔をしたりする。彼の助けがないと進めない場所もある。

### 中ボス
女戦士アマゾネス
SFC版のみ。レベル6に登場。巧みな剣裁きを見せる女性戦士。
大臣
レベル6（SFC版はレベル9）に登場。大柄だが、体型に似合わず、その動きは機敏。
スケルトン（中ボス）
中ボスとしてはSFC版のみ。レベル12に登場。HPを持ち、他のガイコツ兵に比べて数段パワーアップ。
騎士（ナイト）
PC98版はレベル12、SFC版はレベル18に登場。ジャファーの右腕とも言われる存在。
阿修羅
SFC版のレベル17に登場。剣の代わりに頭上からしゃれこうべを降らして攻撃。
※SFC版では、阿修羅以外はレベル19でのボスラッシュで再登場（ここでしか登場しない兵士の最強バージョン・スケルトンの中ボスバージョン・アマゾネス・大臣・騎士の順で登場）。

## 移植版
| No. | タイトル                            | 発売日                           | 対応機種                               | 開発元                                          | 発売元                                         | メディア                                 | 型式                           | 備考                       |
| --- | ----------------------------------- | -------------------------------- | -------------------------------------- | ----------------------------------------------- | ---------------------------------------------- | ---------------------------------------- | ------------------------------ | -------------------------- |
| 1   | Prince of Persia                    | 1990年                           | Amiga Amstrad CPC Atari ST PC/AT互換機 | ブローダーバンド                                | ブローダーバンド                               | フロッピーディスク                       | -                              |                            |
| 2   | Prince of Persia                    | 1990年                           | SAM Coupé                              | Chris 'Persil' White                            | Revelation Software                            | フロッピーディスク                       | -                              |                            |
| 3   | プリンス・オブ・ペルシャ            | 1990年7月20日                    | PC-9801                                | アルシスソフトウェア                            | ブローダーバンド                               | フロッピーディスク                       | -                              |                            |
| 4   | プリンス・オブ・ペルシャ            | 1991年4月30日                    | X68000                                 | ブローダーバンド                                | ブローダーバンド                               | フロッピーディスク                       | -                              |                            |
| 5   | プリンス・オブ・ペルシャ            | 1991年11月8日 1992年             | PCエンジンSUPER CD-ROM2                | ハドソン アジェンダ                             | リバーヒルソフト ブローダーバンド              | CD-ROM                                   | RHCD-1002                      |                            |
| 6   | プリンス・オブ・ペルシャ            | 1992年1月 1992年7月24日 1992年   | ゲームボーイ                           | Mindscape NCS Mindscape                         | Virgin Interactive メサイヤ Virgin Interactive | 1メガビットロムカセット                  | DMG-NP-USA DMG-NPJ DMG-NP-UKV  |                            |
| 7   | プリンス・オブ・ペルシャ            | 1992年6月                        | FM TOWNS                               | ブローダーバンド                                | リバーヒルソフト                               | CD-ROM                                   | -                              |                            |
| 8   | プリンス・オブ・ペルシャ            | 1992年7月3日 1992年11月1日       | スーパーファミコン                     | アルシスソフトウェア (ブローダーバンド説もあり) | メサイヤ コナミ                                | 8メガビットロムカセット                  | SHVC-PR SNS-PR-USA SNSP-PR-NOE |                            |
| 9   | プリンス・オブ・ペルシャ            | 1992年8月7日 1992年12月 1993年   | メガCD                                 | ビッツラボラトリー ゲームアーツ                 | ビクター音楽産業 セガ                          | CD-ROM                                   | T-60014 4652                   |                            |
| 10  | Prince of Persia                    | 1992年9月 1992年10月             | ゲームギア                             | Domark Software                                 | テンゲン Domark Software                       | ロムカセット                             | T-48098 T-88018-50             |                            |
| 11  | Prince of Persia                    | 1992年10月1日                    | セガ・マスターシステム                 | Kremlin                                         | Domark Software                                | ロムカセット                             | MK 27022-50                    |                            |
| 12  | Prince of Persia                    | 1992年11月2日 1993年             | NES                                    | Motivetime                                      | Virgin Interactive Mindscape                   | ロムカセット                             | -                              |                            |
| 13  | Prince of Persia                    | 1992年                           | Macintosh                              | Presage Software                                | ブローダーバンド                               | フロッピーディスク                       | -                              |                            |
| 14  | Prince of Persia                    | 1994年1月 1994年3月              | メガドライブ                           | Domark Software                                 | テンゲン Domark Software                       | ロムカセット                             | T-48286 T-88076-50             |                            |
| 15  | Prince of Persia                    | 1999年4月15日 1999年             | ゲームボーイカラー                     | Ed Magnin and Associates                        | Red Orb Entertainment                          | ロムカセット                             | DMG-ARIE-USA DMG-ARIP-EUR      |                            |
| 16  | Prince of Persia Classic            | INT 2007年6月13日 2008年12月18日 | Xbox 360 (Xbox Live)                   | ゲームロフト                                    | ユービーアイソフト                             | ダウンロード                             | -                              | リメイク版                 |
| 17  | プリンス・オブ・ペルシャ クラシック | 2008年1月28日                    | iアプリ                                | ゲームロフト                                    | ゲームロフト                                   | ダウンロード （ウリキリゲームロフト）    | -                              | リメイク版                 |
| 18  | プリンス・オブ・ペルシャ クラシック | 2008年1月31日                    | EZアプリ                               | ゲームロフト                                    | ゲームロフト                                   | ダウンロード （ゲームロフト）            | -                              | リメイク版                 |
| 19  | プリンス・オブ・ペルシャ クラシック | 2008年2月1日                     | Yahoo!ケータイ                         | ゲームロフト                                    | ゲームロフト                                   | ダウンロード （No.1 Games☆ゲームロフト） | -                              | リメイク版                 |
| 20  | Prince of Persia Classic            | INT 2008年10月23日 2009年1月22日 | PlayStation 3 (PlayStation Network)    | ゲームロフト                                    | ユービーアイソフト                             | ダウンロード                             | -                              | リメイク版                 |
| 21  | プリンス・オブ・ペルシャ            | 2009年1月21日                    | 703i、903i以降 （iアプリ）             | ゲームロフト                                    | ゲームロフト                                   | ダウンロード                             | -                              | リメイク版                 |
| 22  | プリンス・オブ・ペルシャ            | 2009年2月18日                    | SoftBank 3G対応機種 （S!アプリ）       | ゲームロフト                                    | ゲームロフト                                   | ダウンロード                             | -                              | リメイク版                 |
| 23  | プリンス・オブ・ペルシャ            | 2009年2月19日                    | BREW3.1及び4.0対応機種 （EZアプリ）    | ゲームロフト                                    | ゲームロフト                                   | ダウンロード                             | -                              | リメイク版                 |
| 24  | Prince of Persia Actually "Retro"   | INT 2010年5月28日                | iPhone (iOS)                           | ユービーアイソフト                              | ユービーアイソフト                             | ダウンロード                             | -                              |                            |
| 25  | Prince of Persia Actually "Classic" | INT 2011年12月19日               | iPhone (iOS)                           | ユービーアイソフト                              | ユービーアイソフト                             | ダウンロード                             | -                              |                            |
| 26  | Prince of Persia                    | INT 2012年1月7日                 | ニンテンドー3DS                        | -                                               | ユービーアイソフト                             | ダウンロード （バーチャルコンソール）    | -                              | ゲームボーイカラー版の移植 |
| 27  | Prince of Persia                    | INT 2012年1月19日 2012年4月10日  | Wii                                    | -                                               | ユービーアイソフト                             | ダウンロード （バーチャルコンソール）    | -                              | スーパーファミコン版の移植 |

### 差異
移植作はグラフィック以外Apple II版に忠実なものが多い。NECのPC-9801版は、開発元のアルシスソフトウェア社がハードウェアによる7色という制限の中でApple IIの縦横2倍の画面解像度を生かしたグラフィックを表現し、開発者ジョーダン・メックナーが絶賛したことで知られている。PC-98版の最後の敵はApple II版には登場しないオリジナルキャラクタである。
スーパーファミコン版はほぼ別物となっており、面数の追加（レベル20まで）、罠や敵キャラクタの種類の追加、マップの変更、それに伴う制限時間の延長（2時間、よって各レベルにかけられる時間は平均6分）、音楽の新規作成（国内版の多くはPC-98版の移植）など大きく変更が加えられている。
メガCD版はPC-98版を元に面数は全12面だが、ビジュアルシーンの追加、緑川光、横山智佐、笹原大によるボイス、CD-DAによるBGM等とメガCDならではの多少の変更点が加えられている。

### タイムアタック
自動的に最速クリアタイムを記録する移植作品もあり、必然的にそのプラットフォームではタイムアタックを目的にゲームを楽しむファンが多い。PC-9801版では本来の制限時間は60分であり（ロードすれば制限時間はセーブ時まで回復する）、起動してから最終面をクリアするのに10分を切ることが可能である。
スーパーファミコン版はパスワード制で、コンティニュー時にそのレベルの最初に戻され、制限時間は回復しない。前述の『ゲームセンターCX』では、クリアした時のタイムが遅い時や即死した場合にリセットし、前のレベルを入力して再度プレイしてタイム短縮を図り攻略している。

## 開発
ゲーム中の動き（アニメーション）はロトスコープが使われており、ロトスコープ用の映像はジョーダン・メックナーの弟であるデヴィッド・メックナーがモデルになって撮影されている。
2012年、APPLE II版のソースコードが公開され話題となった。

## スタッフ
オリジナル版
- ゲーム・デザイン、プログラミング、グラフィック：ジョーダン・メックナー
- プロデュース：ブライアン・エーラー
- 音楽：フランシス・メックナー
- 実写映像モデル化：デヴィッド・メックナー、マイケル・コフィー、ティナ・ラ・デュー、ロバート・クック
- スペシャル・サンクス：ロバート・クック、トミ・ピアス、エリック・ディーズ、コーリー・コサク、ローランド・グスタフソン、オリバー・フェルグス、ブローダーバンド品質保証部

PC-9801版
- プログラミング：生魚清一（アルシス）
- プロジェクト・マネージャー：いしづかはるひさ
- アート、アニメーション：松尾隆美（アルシス）
- パッケージ、マニュアル・デザイン：国際通信社
- カバーイラスト：敷島博英
- 音楽：山中季哉（アルシス）
- マニュアル：いしづかはるひさ
- スペシャル・サンクス：ジョーダン・メックナー、ブライアン・エーラー、かしわばらひでゆき、アートオフィス写楽、ふるやひとし、S.AKATANI

PCエンジン版
- プロダクト・マネージャー：いがかずひろ
- 仕様：とよさわやすき
- システム企画：あべけいた、しみずただゆき
- メイン・プログラム：あべけいた
- ビジュアル・プログラム：しみずただゆき
- グラフィック・デザイン：小林敬樹、とよさわやすき
- ビジュアル・デザイン：大高亮、のむらとよふみ
- コンティニュティ：のむらとよふみ、大高亮
- 音楽：T's MUSIC
- CDコントロール：しみずただゆき
- ソフトウェア分析：あべけいた、小林敬樹
- モジュール・テスト：すぎやとしひと、くまかわまさのり
- カラー調整：さとうたかゆき
- モーション・コントロール：とよさわやすき、すずきまみ
- スペシャル・サンクス：青山英治、和気正則、島田周樹
- スーパーバイザー：松井文也
- エグゼクティブ・ディレクター：いがかずひろ

FM TOWNS版
- プログラム：日野晃博
- プロダクト・マネージャー：篠田やすたか
- アート、アニメーション：松尾隆美（アルシス）
- パッケージ・デザイン：森田和豊
- カバーイラスト：敷島博英
- 音楽：岩谷弘明
- マニュアル：小林哲人
- スペシャル・サンクス：ジョーダン・メックナー、ブライアン・エーラー、T's MUSIC、アルシスソフトウェア、ふるやひとし、ヘンリーやまもと

スーパーファミコン版
- プロデューサー：小野木圭一
- ディレクター：八坂圭祐
- プログラム：生魚清一（アルシス）、吉村功成（アルシス）
- アート、アニメーション：松尾隆美（アルシス）、矢口健一（アルシス）
- 音楽：山中季哉（アルシス）、中野哲也（アルシス）
- サンクス：松田明男、肥田泰治
- マーケティング：内田正紀、片桐京子、横江靖明、三村淳
- エグゼクティブ・プロデューサー：白倉安昌
- カバーアート：寺田克也

メガCD版
- プログラム：ビッツラボラトリー
- グラフィック：M.PLAN
- マニュアル、パッケージ：松岡恵津子、COMIX BRAND
- プロデューサー：小森治信
- エグゼクティブ・プロデューサー：本多慧
- 進行：吉岡賢

NES版
- プログラム：マーク・クレーン
- グラフィック：デヴィッド・パーシバル
- 音楽、効果音：マーク・クックセイ
- プロジェクト・マネージャー：トレバー・ウィリアムス
- エグゼクティブ・プロデューサー：ステファン・クラークウィルソン
- プロデューサー：ライル・J・ホール
- 品質保証部：ライル・J・ホール、マイケル・ゲイター、ノア・ツール、ロナルド・フリードマン
- マニュアル：アンジェラ・サガサー・リベット
- エディット：リサ・マルシンコ

## 評価
PCエンジン版
ゲーム誌『ファミコン通信』の「クロスレビュー」では、7・8・6・5の合計26点、『月刊PCエンジン』では90・95・85・85・80の平均87点（満100点）、『マル勝PCエンジン』では9・7・8・7の合計31点（満40点）、『PC Engine FAN』の読者投票による「ゲーム通信簿」での評価は以下の通り23.71点（満30点）となっている。また、この得点はPCエンジン全ソフトの中で56位（485本中、1993年時点）となっている。同雑誌1993年10月号特別付録の「PCエンジンオールカタログ'93」では、「キャラの動きがとてもリアル」とキャラクター造形に関して肯定的だが、「自キャラの動きに慣れるのに多少時間がかかる」と操作性に関して否定的なコメントで紹介されている。
| 項目 | キャラクタ | 音楽 | 操作性 | 熱中度 | お買得度 | オリジナリティ | 総合  |
| 得点 | 4.32       | 3.70 | 3.71   | 3.98   | 3.68     | 4.32           | 23.71 |

ゲームボーイ版
ゲーム誌『ファミコン通信』の「クロスレビュー」では、6・6・6・4の合計22点、『ファミリーコンピュータMagazine』の読者投票による「ゲーム通信簿」での評価は以下の通り20.2点（満30点）となっている。また、1998年に刊行されたゲーム誌『超絶 大技林 '98年春版』（徳間書店）では、「ハンディゲーム向けの良好な操作系にまとめられているので、快適にプレイできる」と操作性に関して肯定的なコメントで紹介されている。
| 項目 | キャラクタ | 音楽 | お買得度 | 操作性 | 熱中度 | オリジナリティ | 総合 |
| 得点 | 3.5        | 3.1  | 3.2      | 3.3    | 3.4    | 3.6            | 14.1 |

スーパーファミコン版
ゲーム誌『ファミコン通信』の「クロスレビュー」では、5・8・8・8の合計29点、『ファミリーコンピュータMagazine』の読者投票による「ゲーム通信簿」での評価は以下の通り21.70点（満30点）となっている。この得点はスーパーファミコン全ソフトの中で89位（323本中、1993年時点）となっている。
| 項目 | キャラクタ | 音楽 | 操作性 | 熱中度 | お買得度 | オリジナリティ | 総合  |
| 得点 | 3.88       | 3.44 | 3.38   | 3.60   | 3.40     | 4.00           | 21.70 |

メガCD版
ゲーム誌『ファミコン通信』の「クロスレビュー」では、5・5・6・5の合計21点、『メガドライブFAN』の読者投票による「ゲーム通信簿」での評価は以下の通り20.08点（満30点）となっている。また、同雑誌1993年7月号特別付録の「メガドライブ&ゲームギア オールカタログ'93」では、「MEGA-CD版では、ビジュアルシーンなどが強化されている。クネクネとよく動くキャラクタたちのアクションが魅力。死ぬ時のエグいシーンもリアル」とキャラクター造形、演出面に関して肯定的なコメントで紹介されている。
| 項目 | キャラクタ | 音楽 | 操作性 | 熱中度 | お買得度 | オリジナリティ | 総合  |
| 得点 | 3.82       | 3.53 | 2.75   | 3.27   | 3.04     | 3.67           | 20.08 |

## 続編
- プリンス・オブ・ペルシャ2
- プリンス・オブ・ペルシャ3D（2001年8月31日発売、Windows 95/98/Me）
- プリンス・オブ・ペルシャ 時間の砂（2004年9月2日発売、PlayStation 2）
- プリンス・オブ・ペルシャ ケンシノココロ（2005年10月13日発売、Xbox・PlayStation 2）
- プリンス・オブ・ペルシャ 二つの魂（2006年6月15日発売、PlayStation 2）
- プリンス・オブ・ペルシャ（Xbox 360は2008年12月19日発売、PS3は2009年1月22日発売）
- プリンス・オブ・ペルシャ 忘却の砂（2010年6月24日発売、PS3/Xbox 360。2013年6月27日にG-clusterにて配信）

その他にも日本未発売の物が複数発売されている。詳しくは日本国外版のwiki参照。

## 映画
- プリンス・オブ・ペルシャ/時間の砂（2010年5月28日公開）